# قاسم داود
قاسم عباس داود ولد في 13 أبريل 1949، هو عالم وسياسي عراقي. من مواليد الحلة، حيث تخرج من جامعة بغداد عام 1971، ثم درس في بريطانيا وحصل على شهادة الدكتوراه في علم الأحياء الدقيقة والبيئة عام 1982 من جامعة ويلز. عمل في دولة الإمارات العربية المتحدة وكان سابقاً أميناً عاماً للحركة الديمقراطية العراقية.
عينة داود وزير دولة ولكن بدون حقيبة في الحكومة العراقية المؤقتة بتاريخ يونيو 2004.، ايضاً حل محل موفق الربيعي كمستشار للأمن القومي للحكومة المؤقتة في سبتمبر 2004.
انتخاب لعضوية الجمعية الوطنية الانتقالية في كانون الثاني 2005، كان عضو في مجلس النواب عن التحالف الوطني العراقي. أنشأ داود حزب كتلة التضامن (التضامن) في عام 2006، والذي تألف من نواب مستقلين وأعضاء سابقين في الحكومة العراقية المؤقتة عام 2004. في الانتخابات البرلمانية العراقية 2010، ترشح داود كزعيم لكتلة التضامن في ظل التحالف الوطني العراقي، وفاز التحالف بـ 70 مقعد بشكل جماعي في البرلمان. وكان من الاعضاء في اللجنة التي قامت بصياغة دستور العراق.